# Verrucoentomon aurifer
Verrucoentomon aurifer är en urinsektsart som beskrevs av Andrzej Szeptycki 1988. Verrucoentomon aurifer ingår i släktet Verrucoentomon och familjen lönntrevfotingar. Inga underarter finns listade i Catalogue of Life.